# Sacra conversazione (Palmezzano)
La Sacra Conversazione è un dipinto a olio su tavola (160x125 cm) di Marco Palmezzano, datata 1493, e conservata nella Pinacoteca di Brera a Milano.

## Descrizione e stile
L'opera presenta la Madonna su un trono con lo schienale coperto da un drappo rosso, il Bambino Gesù in piedi su una gamba di lei e benedicente, e quattro Santi: Giovanni Battista, Pietro, la Maddalena e Domenico di Guzmán. Il dipinto è datato e firmato sul bordo inferior: MARCHUS PALMIZANUS FOROLIVIENSE FECERUNT MCCCCLXXXXIII.
Il paesaggio si presenta roccioso e dominato da un castello sul lato di Pietro e Giovanni, più aperto e luminoso sul lato di Domenico e Maddalena.
La conoscenza biblica di Palmezzano e l'uso che egli fa della simbologia sembrano alludere, da un lato, alla roccia che è Pietro ("e su questa pietra..."), forse anche alla durezza del messaggio di Giovanni, ma certo anche alla sicurezza della fede (Dio è una rocca sicura, una fortezza inespugnabile, per il credente che il Lui si rifugia); dall'altro, alla dolcezza della santità di Domenico e della Maddalena, più sentimentale certamente, pur nell'opposizione di un frate e di una pubblica peccatrice. Si tratta di quattro tipi di santità tra loro differenti, ma che Palmezzano raggruppa a due a due, individuando poi un'ulteriore opposizione all'interno delle coppie.
Come a dire: la fede di Pietro è diversa da quella di Domenico e della Maddalena, si avvicina a quella di Giovanni; ma, se guardiamo bene, anche Giovanni e Pietro sono a loro volta differenti. E così per gli altri due: le santità non obbedisce a un modello unico, è, in fondo, per tutti.
La base del trono sembra pentagonale (o esagonale), mentre il pavimento, fortemente in prospettiva, cosa che rivela l'influsso di Melozzo da Forlì secondo molti critici, è costruito su dei quadrati. Se colleghiamo il quattro ai quattro elementi, potremmo parlare di santità che vince il mondo e lo domina. Il pentagono probabilmente indica, come è usuale (in quanto unione del pari e del dispari: 3 + 2), l'amore e la riconciliazione. Significherebbe, così, che in Cristo ogni cosa è riconciliata. Se prendiamo, invece, per buono che la base del trono sia un esagono, magari falsato dalla prospettiva, allora abbiamo il simbolo dell'uomo (Gesù, di cui Ponzio Pilato dice: "Ecce Homo") e dell'Ebraismo (la stella di David ha sei punte): ci rammenterebbe che "la salvezza viene dai Giudei", come afferma il Vangelo di Giovanni.
La vivezza dei volti, la non convenzionalità delle espressioni rendono toccante questo dipinto che affascina non solo per il suo insegnamento sulla fede e per le capacità tecniche della realizzazione, ma anche per il sentimento di devozione, di santità e di umanità che ne promana.
Palmezzano, del resto, sta qui iniziando a prendere la propria strada rispetto a Melozzo, accogliendone la lezione, ma reinterpretandola a proprio modo: i critici sottolineano che, con quest'opera, Palmezzano dà inizio al suo periodo migliore.